# Antena 3 Noticias
Antena 3 Noticias és el programa informatiu d'Antena 3 que porta en emissió des que la cadena va començar les seves emissions regulars el 1990.

## Història

### 1990 a 1992

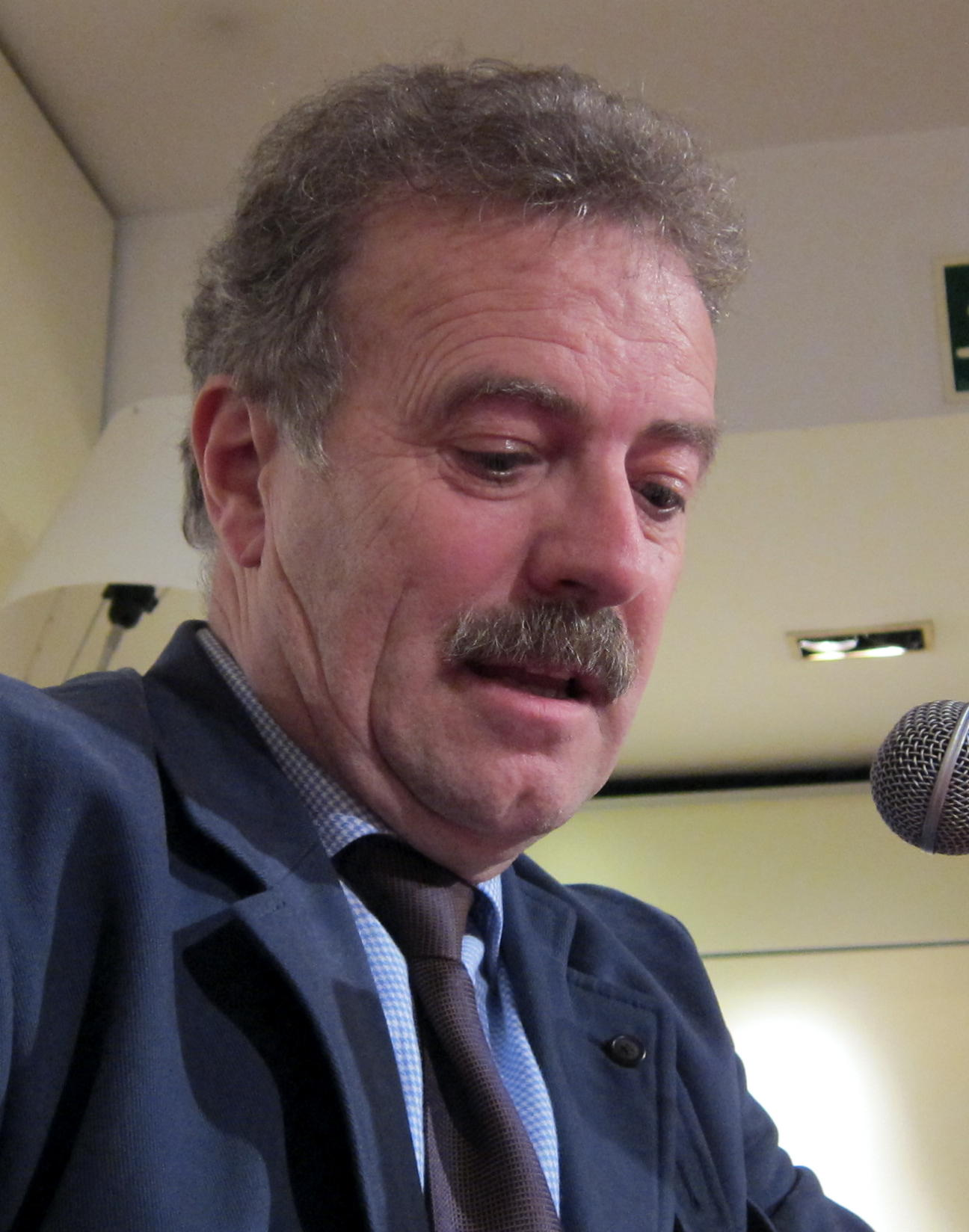
Manuel Campo Vidal, presentador d' Antena 3 Noticias entre 1992 i 1993.

La cadena va iniciar les seves emissions el 25 de gener de 1990, amb un informatiu conduït pel periodista José María Carrascal, sota la direcció d'informatius de la cadena, encapçalada per Jorge del Corral.
Durant aquest primer mes, s'emetien diversos butlletins informatius diaris, més un noticiari a les 14.00 presentat per Félix Bayón i Esmeralda Velasco.
Un mes després es va produir el primer reajustament en els informatius. Luis Herrero (procedent d'Antena 3 Radio) i Miryam Romero, acompanyats del comentari polític de Federico Jiménez Losantos, s'incorporen al noticiari de migdia; Velasco passa a les 20.00, Carrascal en la mitjanit i Vicente Mateos els caps de setmana. Aquest seria l'equip que es mantindria, amb algun canvi, fins a 1992. L'única sortida va ser la de Esmeralda Velasco, en maig de 1991, substituïda per Fernando González Urbaneja.
Malgrat que la informació va ser la gran aposta de la nova cadena, els índexs d'audiència, no obstant això, no van ser bons. En desembre de 1991, per exemple, el tàndem Herrero-Romero reunia una mitjana de 900.000 espectadors (9% de quota de pantalla), enfront dels cinc milions del Telediario 1 de Pedro Piqueras i Elena Sánchez.
Des de febrer de 1992, Herrero i Urbaneja van intercanviar els seus horaris, sense aconseguir remuntar l'audiència de forma significativa.

### 1992 a 1998
A partir de juny de 1992, amb l'entrada en l'accionariat d'Antena 3 d'Antonio Asensio i el Grup Zeta, es va produir una revolució en la imatge (inclòs el logotip) i en els continguts de la cadena, i molt especialment en els informatius. Manuel Campo Vidal, procedent de TVE, va ser nomenat director de la cadena, i una de les primeres mesures que es van proposar va ser una renovació dels informatius. Dels periodistes de l'anterior etapa només es va mantenir José María Carrascal.
A l'inici de la temporada 1992-1993, el propi Campo Vidal es va posar al capdavant de l'informatiu de les 21.00. Per a l'informatiu de migdia, es va produir el fitxatge estrella d'una periodista fins al moment especialitzada en esport: Olga Viza. Seria la primera dels periodistes procedents de Televisió Espanyola, que van aterrar en Antena 3 en els mesos següents. La seguirien Rosa María Mateo i Pedro Piqueras.
Al costat de la política de fitxatges de grans professionals amb reconegut prestigi procedents de la cadena pública, durant aquesta etapa es va promoure també l'aparició en pantalla de nous rostres del periodisme informatiu, com: Roberto Arce, José Antonio Gavira (procedent de Canal Sur Televisión), Carlos García Hirschfeld, María Rey o Marta Robles.
És en aquest moment a les Eleccions generals espanyoles de 1993, quan es produeix un fet històric en la televisió d'Espanya: el primer debat polític entre els dos principals candidats a ocupar la presidència del govern: José María Aznar i el president Felipe González. El debat va ser moderat pel Director d'Antena 3, Manuel Campo Vidal, i va comptar amb la crònica inicial d'Olga Viza. El debat va ser seguit per una mitjana de 9.625.000 espectadors amb una quota de pantalla del 61,8%. A més, més de 15 milions i mig d'espanyols van sintonitzar almenys un minut amb l'emissió. A excepció de trobades futbolístiques i de l'última emissió de Farmacia de Guardia, el debat és una de les emissions més vistes de la història de la cadena.
Durant aquest temps es produeix una consolidació dels informatius de la cadena, amb una clara remuntada en els índexs d'audiència. Així, entre març i octubre de 1992, l'informatiu d'Olga Viza va incrementar el nombre d'espectadors en més d'un milió.
D'aquesta manera, la temporada 1993-1994 comença amb Olga Viza i José Antonio Gavira en els informatius de migdia; Pedro Piqueras i María Rey en el nocturn, Carrascal en la matinada i Rosa María Mateo els caps de setmana. El 1995, Carlos García Hirschfeld inaugura l'informatiu matinal.
Aquest esquema es mantindrà fins a la temporada 1996-1997, amb l'arribada de José Manuel Lorenzo a la direcció de la cadena i la de José Oneto a la direcció d'informatius, que van propiciar un petit reajustament: Olga Viza continua en solitari en les Notícies de les tres, el seu fins ara company José Antonio Gavira passa a presentar l'espai Se busca, Pedro Piqueras que passa a Espejo Público és substituït al principi de temporada per Marta Robles, qui fou substituïda només quatre mesos després per Fernando Ónega. Marta Robles torna a A toda página aprofitant la decisió de Sonsoles Suárez de deixar per una llarga temporada la televisió. Rosa María Mateo contínua al capdavant de les edicions del cap de setmana. A meitat de temporada Carlos García Hirschfeld deixa l'edició matinal en mans d'Alejandro Dueñas per a presentar Impacto TV.

### 1998 a 2003

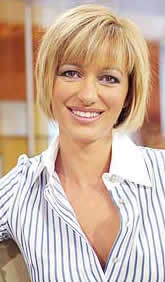
Susanna Griso, presentadora d' Antena 3 Noticias entre 1998 i 2006. Actualment presenta Espejo público.

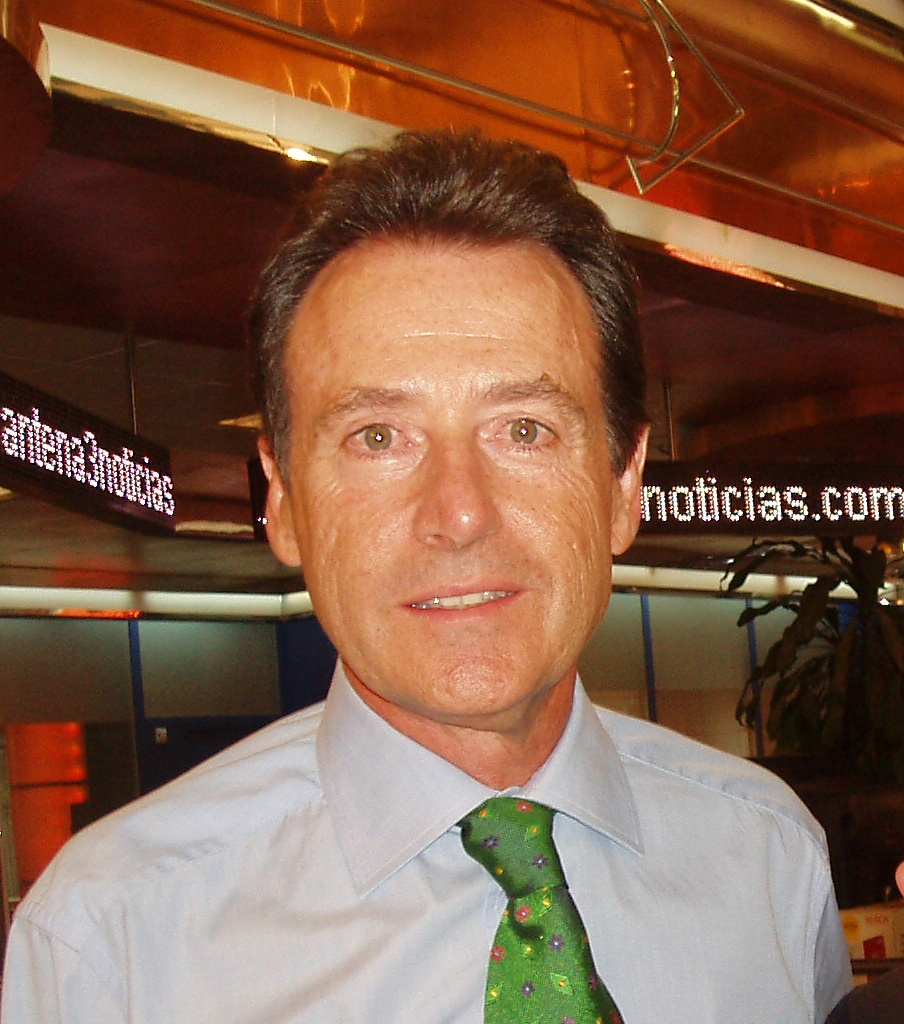
Matías Prats, presentador d' Antena 3 Noticias des de 1998.

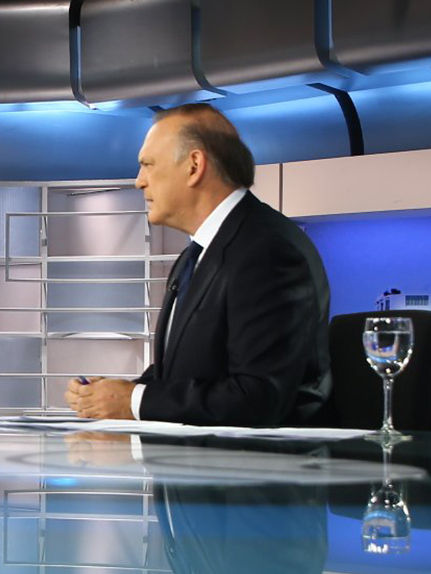
Pedro Piqueras, presentador d' Antena 3 Noticias entre 1993 i 1996; i entre 1998 i 2001.

El 1997, l'empresa Telefónica va prendre el control de l'accionariat d'Antena 3 Televisión el que, en un primer moment no va tenir grans repercussions en els rostres que apareixien en pantalla d'informatius, confirmant en els seus respectius llocs a Ónega, Viza, Mateo i Carrascal. Es realitza un canvi estètic amb nova capçalera i sintonia i es manté a José Oneto en la direcció d'informatius.
El 5 de maig de 1998, Ernesto Sáenz de Buruaga - fins a aquest moment director d'informatius de TVE - és nomenat director general d'informatius de la cadena i hi portarà la major revolució dels informatius d'Antena 3. A fi d'anar realitzant canvis lleus i anar provant noves fórmules allunyades de l'informatiu d'autor fins ara vigent, Olga Viza deixa de presentar Noticias 1 a la fi de juny. L'edició de les tres de la tarda és presentada per Roberto Arce i María Rey des de l'1 de juliol fins al 13 de setembre. L'espai del temps s'independitza de l'informatiu tal com ocorria en TVE.
A la incorporació de Buruaga se suma el sonadíssim fitxatge Matías Prats, també procedent de Televisió Espanyola. S'incorpora en aquest moment Susanna Griso - procedent de TVE Catalunya -. Tots dos compartiran taula en l'edició de les 15.00 amb Nacho Aranda als esports, sota la direcció de Javier Algarra.
Sáenz de Buruaga tal com feia a TVE compatibilitza el seu càrrec amb el d'editor i presentador del noticiari de les 21.00 hores, Olga Viza s'ocupa de la informació esportiva en aquesta edició. Després de diverses ofertes de la cadena amb José María Carrascal per a exercir noves funcions a Antena 3, aquest decideix abandonar l'emissora. El seu lloc a la mitjanit és ocupat per Fernando Ónega.
Pedro Piqueras i Miryam Romero es reincorporen a la presentació d'informatius de la cadena en l'edició del cap de setmana. Por la seva part Isabel San Sebastián s'ocupa de la tertúlia política a "El primer café". Roberto Arce assumeix la presentació del setmanal Espejo Público. Tots aquests canvis es farien visibles el 14 de setembre de 1998.
No obstant això, Fernando Ónega, en març de 1999 va abandonar la cadena adduint la seva incomoditat pels continus canvis d'horari de l'informatiu que presentava. Rosa María Mateo va passar en aquest moment a ocupar el seu lloc al capdavant de l'espai. Alejandro Dueñas s'ocupa de l'edició.
La temporada 1999-2000 porta amb si la supressió dels presentadors d'esports de les edicions diàries. Nacho Aranda abandona poques setmanes després la cadena, i Olga Viza acompanya Buruaga en la informació general. Sandra Barneda ocupa el lloc de Miryam Romero en el cap de setmana al costat de Piqueras. Miryam passa a ocupar-se de l'edició de les 9.00 del matí.
En setembre de 2000 s'incorpora José Antonio Luque com a presentador esportiu en les dues edicions diàries. Sandra Barneda canvia els informatius del cap de setmana pels resums de El bus, per la qual cosa Pedro Piqueras es queda només al capdavant de les edicions de cap de setmana.
En gener de 2001, Olga Viza i Susanna Griso intercanvien els seus horaris. Olga Viza es retroba en pantalla amb el seu company de narració en les olimpíades de Barcelona '92, nou anys després.
El 30 d'abril de 2002, Sáenz de Buruaga, és nomenat Conseller Delegat de la cadena, per la qual cosa deixa d'aparèixer en pantalla, i Susanna Griso es queda al capdavant de l'edició de les nou en solitari, durant quatre mesos i mig. Les seves vacances durant juliol són cobertes per Soledad Arroyo. Javier Algarra fins llavors, director executiu d'informatius, assumeix la direcció general d'informatius. El 16 de setembre d'aquest mateix any arribarien els canvis.
Olga Viza contínua al capdavant del noticiari de migdia a què s'incorpora Manu Carreño, amb José Antonio Luque en la informació esportiva. Matías Prats i Susanna Griso tornen a formar tàndem, aquesta vegada en l'informatiu nocturn amb J.J. Santos en la informació d'esports i exercint com a director d'esports d'Antena 3. Pedro Piqueras abandona els informatius pel magazine matinal A plena luz i el seu lloc és ocupat per Ángeles Mirón. Manu Sánchez es fa càrrec dels esports del cap de setmana. Soledad Arroyol cobreix la baixa maternal de Susanna Griso des de gener de 2003, i des de abril la d'Ángeles Mirón presentant en solitari l'edició del cap de setmana.
Roberto Arce deixa Espejo Público que passa a mans de Sonsoles Suárez i assumeix la direcció i presentació de Buenos días, España, un morning xou d'estil americà que no va comptar amb el favor de l'audiència. Estava acompanyat per Marta Càceres i Silvia Dono. Soledad Arroyo s'ocupava dels avanços informatius des de la redacció. L'espai incloïa El primer café d'Isabel San Sebastián. En gener de 2003, l'espai es trasllada al plató principal dels informatius d'Antena 3, assumint l'estructura d'un informatiu convencional.
Quant a les dades d'audiència, i malgrat que el Telediario de TVE va conservar el seu lideratge, les distàncies es van anar reduint durant tot el període, de manera que, a principis de 2003, per exemple, l'informatiu nocturn comptava ja amb el 21,5% de quota de pantalla.

### 2003 a 2007

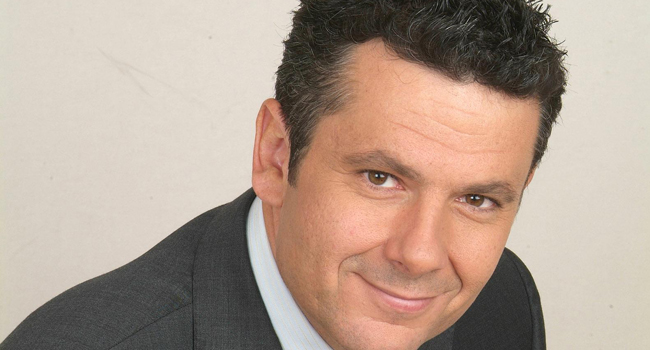
Roberto Arce, presentador d' Antena 3 Noticias entre 1990 i 2011.

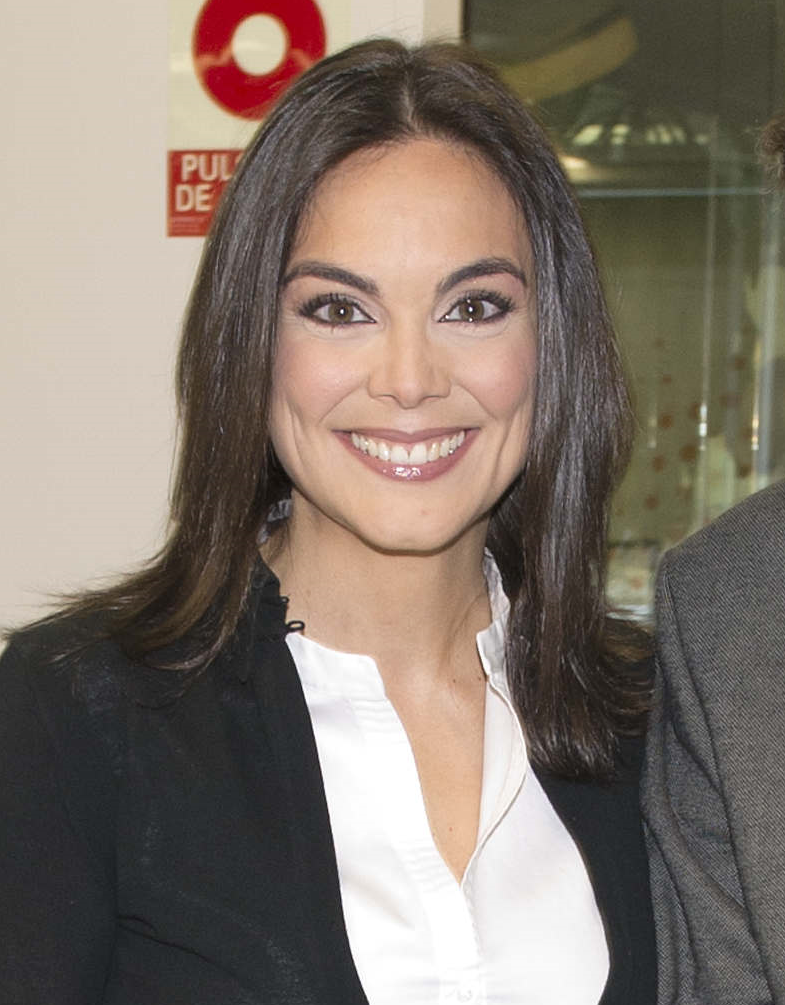
Mónica Carrillo, presentadora d' Antena 3 Noticias des de 2006.

El 8 de juliol de 2003 es produeix un nou canvi en l'accionariat, que passa a estar controlat pel Grupo Planeta. Ernesto Sáenz de Buruaga fins ara conseller delegat d'Antena 3 i ideòleg dels informatius abandona la cadena al costat de Javier Algarra fins ara director general d'informatius. Gloria Lomana és nomenada nova Directora d'Informatius.
Les altes pèrdues econòmiques de la cadena obliguen la cadena a realitzar un expedient de regulació d'ocupació que afectarà diverses àrees de la cadena, entre elles informatius. Pel que els espais de notícies reduiran la seva emissió a mitja hora. Es pren la decisió que només hi hagi un presentador al capdavant de les edicions principals.
Des de l'1 de setembre de 2003, Susanna Griso torna en solitari a l'edició de migdia i José Antonio Luque continua al capdavant dels esports. Matías Prats continua en l'informatiu de la nit amb J.J. Santos en els esports. En els caps de setmana aterra Lourdes Maldonado, fins ara en la delegació del País Basc, que havia realitzat substitucions a Espejo Público i en el cap de setmana. Roberto Arce contínua en les Notícies del matí, acompanyat primer per Soledad Arroyo i després per Lydia Balenciaga.
S'estrena la tertúlia matinal La Respuesta que substitueix a El primer café. En tan sols una temporada va ser presentada per Javier González Ferrari, Carmen Gurruchaga, Pedro Piqueras (deixa el programa per a dirigir RNE), i finalment, Roberto Arce.
Olga Viza en no tenir cabuda en els informatius ni en altres projectes de la casa, abandona després d'11 anys la cadena, el 29 d'agost de 2003. El seu company Manu Carreño es trasllada a Onda Cero per a presentar l'espai esportiu "Al primer toque".
L'expedient de regulació d'ocupació afecta a bona part de la plantilla provocant la sortida de rostres coneguts com: Marta Robles, Carlos Hernández i Rosa María Mateo. El lloc d'aquesta última és cobert en la matinada per Ángeles Mirón.
El 6 de setembre de 2004, Antena 3 Notícies estrena nova imatge, per primera vegada des de 1998 amb lleugers canvis en el decorat i nova sintonia. Els majors canvis es produeixen en les primeres hores del dia. Montserrat Domínguez s'incorpora a Antena 3, procedent de Telecinco, per a dirigir cinc hores d'informació diària: Las noticias de la mañana i Ruedo Ibérico. L'informatiu matinal és presentat per Luis Fraga, Lydia Balenciaga, Lola Hernández i Alberto Herrera.
D'altra banda, Roberto Arce s'uneix a Susanna Griso en les Notícies de les tres.
En novembre de 2005 amb motiu de la baixa maternal de Lourdes Maldonado; Ramón Pradera i Miriam Sánchez s'ocupen l'edició del cap de setmana. Prada, contínua amb la reincorporació de Lourdes.
Ha estat en aquesta etapa quan, finalment Antena 3 ha superat Televisió Espanyola en nombre d'espectadors dels seus informatius. Entre setembre de 2005 i gener de 2006, Noticias 1 conduït per Griso i Arce va aconseguir una mitjana de 2.994.000 espectadors, enfront dels 2.929.000 del Telediario 1 de TVE d'Ana Blanco.
J.J. Santos acaba el seu contracte en juny de 2006 amb Antena 3 i des de la cadena es decideix no renovar-ho. El periodista fitxa per Telecinco. La seva sortida suposa la reorganització dels presentadors d'esports de la casa. Manu Sánchez torna a les Notícies de les tres, José Antonio Luque comparteix taula amb Matías Prats a les nou, Lola Hernández assumeix el cap de setmana, Javier Alba contínua en la matinada i s'incorpora procedent de TVG, Mónica Martínez en les Notícies del matí.
En novembre de 2006 acaba definitivament el setmanal Espejo Público per a tornar convertit en un programa informatiu matinal diari, en lloc de "Ruedo Ibérico". Sonsoles Suárez abandona la cadena.
El 8 de desembre de 2006, Susanna Griso, s'acomiada dels informatius de la cadena, després de 8 anys. Per a començar amb la presentació el 11 de desembre d'aquest mateix any, d'una renovada versió de l'espai que fins a dues setmanes abans, presentava Sonsoles Suárez. Lydia Balenciaga se situa al capdavant dels avanços informatius.
Simultàniament, s'incorporen a Antena 3, Pilar Galán per a formar parella amb Roberto Arce en les Notícies de les tres i Mónica Carrillo (procedent del Canal 24 Horas de TVE) de TVE) en les Notícies del matí. En juny de 2007 i després de no haver complert amb els objectius proposats Montserrat Domínguez és acomiadada.
A més, l'edició de la nit és presentada per Matías Prats de dilluns a dijous i els divendres per la directora d'informatius Gloria Lomana, líders d'audiència en obtenir 3.560.000 espectadors de mitjana, enfront dels 3.145.000 de Lorenzo Milá en la segona edició de Telediario. Uns mesos després, Gloria Lomana deixa de presentar l'edició de la nit dels divendres i li deixa el lloc de nou a Matías Prats, per a centrar-se en la direcció dels informatius.
El 2007, l'edició de migdia dels informatius de cap de setmana conduïda per Lourdes Maldonado i Ramón Pradera, es converteix en l'emissió informativa més vista de l'any.

### 2007 a 2008

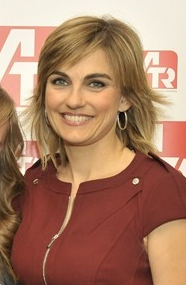
Lourdes Maldonado, presentadora d' Antena 3 Noticias entre 2003 i 2016.

El 3 de setembre de 2007 la cadena va estrenar nous grafismes més efectistes i sintonia, mantenint l'estudi en la redacció integrat amb diversos canvis en aquest. Els presentadors es mantenen en les seves respectives edicions.
En aquesta temporada es potencia l'aposta per la informació amb l'ampliació de Mirall Públic i Les notícies del matí així com amb l'estrena del nou programa de debat 360 grados moderat per Roberto Arce.
L'estudi Geca 2007 situa Matías Prats com el comunicador d'informatius més valorat, creïble i pròxim a l'audiència.

### 2008 a 2009
En setembre de 2008 s'incorpora Ángel Rodríguez com a presentador d'esports a Noticias 1 al costat de Roberto Arce i Pilar Galán. Mónica Carrillo comparteix taula a les nou de la nit amb Matías Prats. Manu Sánchez torna als esports del cap de setmana. S'elimina l'última edició, Notícies 3 passant el seu equip a integrar-se en les Notícies del matí, de la secció esportiva del qual es fa càrrec Javier Alba, la qual cosa porta a l'acomiadament de Mónica Martínez. Sandra Golpe, experiodista de CNN+, s'incorpora en octubre ocupant la vacant de Mónica Carrillo.
Sandra Golpe deixa les Notícies del matí, a càrrec d'Isabel Jiménez per a realitzar les substitucions durant la baixa maternal de Lourdes Maldonado, en les Notícies del cap de setmana al costat de Ramón Pradera que comencen el 16 de novembre de 2008.
L'estudi Geca 2008, continua situant Matías Prats com el comunicador d'informatius més valorat, creïble i pròxim a l'audiència.

### Gener a Setembre de 2009
En gener de 2009, els informatius estrenen nous grafismes, molt més efectistes que els anteriors, en els quals predominen els colors blau i blanc, al costat del seu característic globus terraqüi girant i més centellejos que en l'etapa anterior. També s'estrena una nova capçalera i sintonia en la qual el principal canvi va ser la inclusió de ressò en el començament i en el final.
L'informatiu nocturn, va realitzar el 12 de març de 2009 la primera entrevista al professor Jesús Neira, brutalment agredit. Aquesta entrevista realitzada per la directora d'informatius d'Antena 3, Gloria Lomana va ser seguida per més de 3 milions d'espectadors.
El matinal Espejo Público es converteix en el magazin més vist dels matins, superant El programa de Ana Rosa, que cau a la segona plaça. La mitjana d'audiències d'Espejo Público supera el 21% de quota de pantalla.
Lourdes Maldonado torna de la seva baixa maternal el 2 de maig de 2009 a les edicions de cap de setmana. També Sandra Golpe torna al seu informatiu matinal i Isabel Jiménez deixa d'aparèixer en pantalla, només fins a l'estiu, en el qual substitueix de nou a Sandra Golpe.

### 2009 a 2010
Des de setembre de 2009, els informatius sofreixen una profunda reestructuració que queden de la següent manera:
- Noticias de la mañana (de 6:00 a 9:00): presentat per Luis Fraga, Sandra Golpe i als esports Javier Alba.
- Noticias 1 (de 15:00 a 16:00): presentat per Roberto Arce, Mónica Carrillo i als esports Pilar Galán.
- Noticias 2 (de 21:00 a 22:00): presentat per Matías Prats i als esports, la principal novetat, Mónica Martínez.
- Noticias fin de semana (15:00 a 16:00 i de 21:00 a 22:00): presentat per Lourdes Maldonado i als esports Manu Sánchez.

En la roda de premsa en la qual es presenta aquesta nova estructura interna, la directora d'informatius, Gloria Lomana, esmenta un nou canvi d'imatge dels informatius que va arribar el 28 de setembre. Aquesta nova imatge formada per noves capçaleres, grafismes, infografies, línies gràfiques i escenogràfiques, col·loca el taronja com el protagonista, el color corporatiu de la cadena. A més en les seves noves capçaleres dona aparició a un teclat d'un ordinador al costat d'unes formes quadrades que doten a les Notícies de serietat i ordre. A més crea nous i innovadors grafismes: dos nous tipus de sumaris, un sense la imatge del presentador/a i un altre amb la imatge d'aquest. També crea una nova infografia en la qual es mostren dades mentre el presentador/a segueix amb el relat de la informació. A més juga amb l'escenografia del plató i la redacció.
El mes de octubre i pràcticament el de novembre, Mónica Martínez, presentadora d'esports no apareix en pantalla. És substituïda per José Antonio Luque, director d'Esports d'Antena 3.
Durant les vacances de nadal de 2009, Matías Prats és substituït per Mónica Carrillo, que abandona l'edició de migdia, durant aquest període.
Segons el baròmetre d'abril del CIS, els informatius d'Antena 3 són els preferits per l'audiència per a informar-se, a més la pròpia cadena, Antena 3 és la cadena privada preferida pels espanyols. En qüestió d'audiències, els informatius d'aquesta cadena continuen sent els més vists de totes les televisions comercials del nostre país.
El 26 de juny de 2010, les notícies inicien les emissions en la relació d'aspecte 16:9. Tant les capçaleres com els grafismes dels informatius s'adapten al format panoràmic, i és el tercer canal espanyol a fer-ho.

### Setembre a desembre de 2010
La temporada comença amb lleugers canvis:
Nous presentadors
La presentadora de l'edició esportiva de migdia, Pilar Galán és substituïda per Ainhoa Arbizu. Mónica Martínez deixa la cadena, i les edicions esportives queden així:
- Deportes de la mañana: Javier Alba.
- Deportes 1: Ainhoa Arbizu.
- Deportes 2: Manu Sánchez.
- Deportes fin de semana: Oscar Castellanos.

Reestructuració
A manera de prova des de agost d'aquest any, les notícies se separen de l'esport i del temps, d'aquesta manera queden així:
- Noticias de la mañana: des de les 6:00 fins a las 9:00 (dividits en blocs de 30 minuts).
- Deportes de la mañana: després del bloc d'informació general.
- El tiempo de la mañana: després de l'esport.
- Noticias 1: comencen a les 15:00 i acaben a les 15:40.
- Deportes 1: l'esport comença a las 15:40 i acaba a les 15:50.
- El tiempo 1: la informació meteorològica comença a les 15:50 i acaba a les 15:55.
- Noticias 2: Comencen a les 21:00 i acaben a les 21:40.
- Deportes 2: Comença a les 21:40 i acaba a les 21:50.
- El tiempo 2: la informació meteorològica comença a les 21:50 i acaba a les 21:55.
- Noticias fin de semana: comença a les 15:00/21:00 i acaba a les 15:40/21:40.
- Deportes fin de semana: comença a les 15:40/21:40 i acaba a les 15:50/21:50.
- El tiempo fin de semana: la informació meteorològica comença a les 15:50/21:50 i acaba a les 15:55/21:55.

### 2011

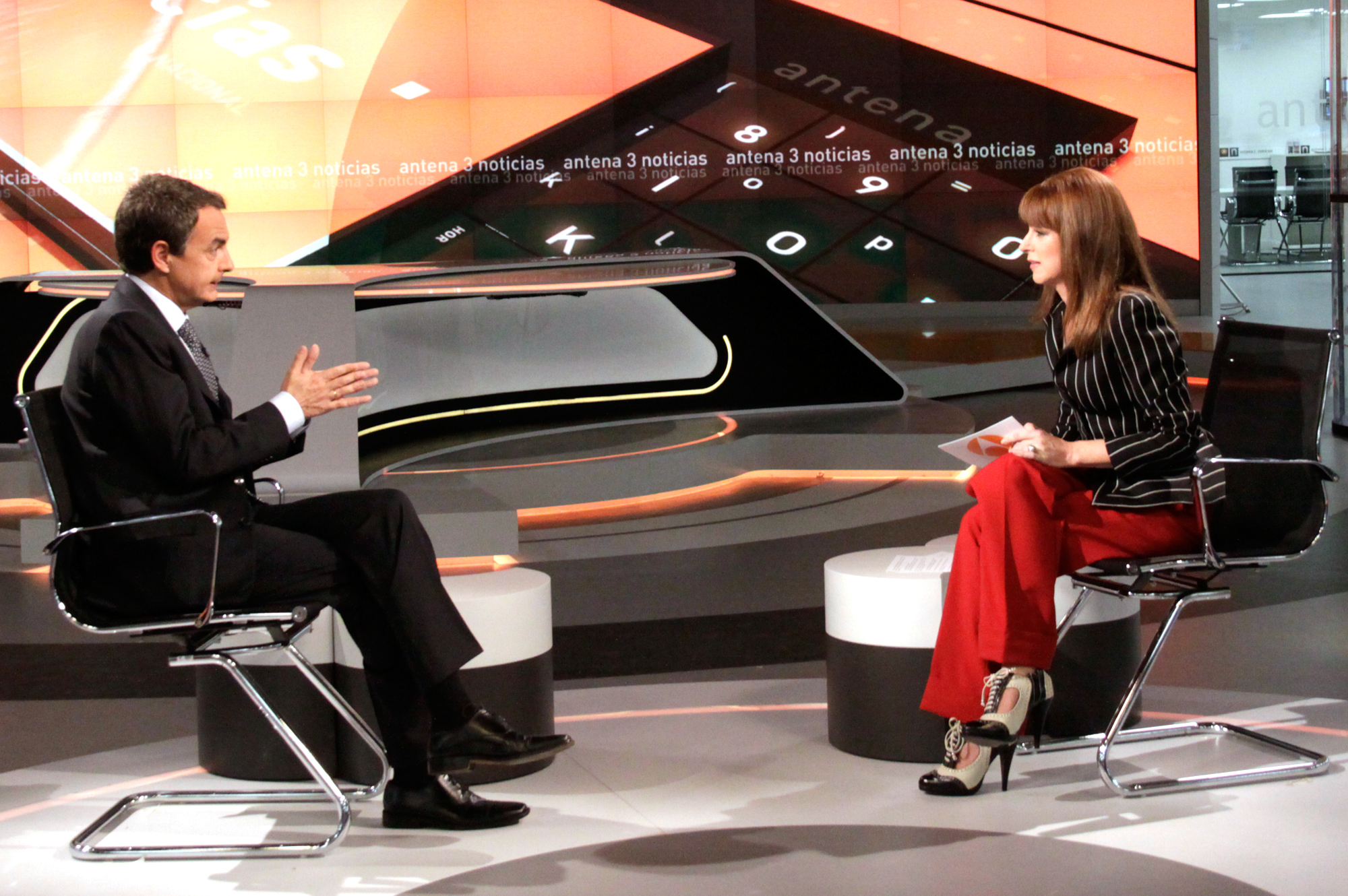
Gloria Lomana entrevistat al President del Govern, José Luis Rodríguez Zapatero el 10 de gener de 2011, dia d'estrena del nou plató.

El 10 de gener de 2011, els informatius estrenen nou plató, -després de cinc mesos d'obres i tres en un plató provisional-, enmig de la campanya Pone de renovació d'imatge de la cadena, al costat d'una nova forma de donar les notícies, com presentar-les dempeus ajudant-se de la pantalla gran d'11 metres tàctil situada després dels presentadors, a més d'altres tècniques de realització.
Entre juliol i agost de 2011, amb la marxa de Roberto Arce, després de 22 anys en la cadena, Lourdes Maldonado i Sandra Golpe, es fan càrrec de Noticias 1, substituint Mónica Carrillo en les seves vacances, i amb la seva volta, ja que aquesta es fa càrrec de la segona edició substituint a Matías Prats, durant el mes de agost.
Blanca Basiano substitueix a Lourdes Maldonado en els caps de setmana d'agost per les seves vacances, debutant així davant la càmera.

### 2011 a 2012
Presentadors
Noticias de la mañana: 6:00-9:00

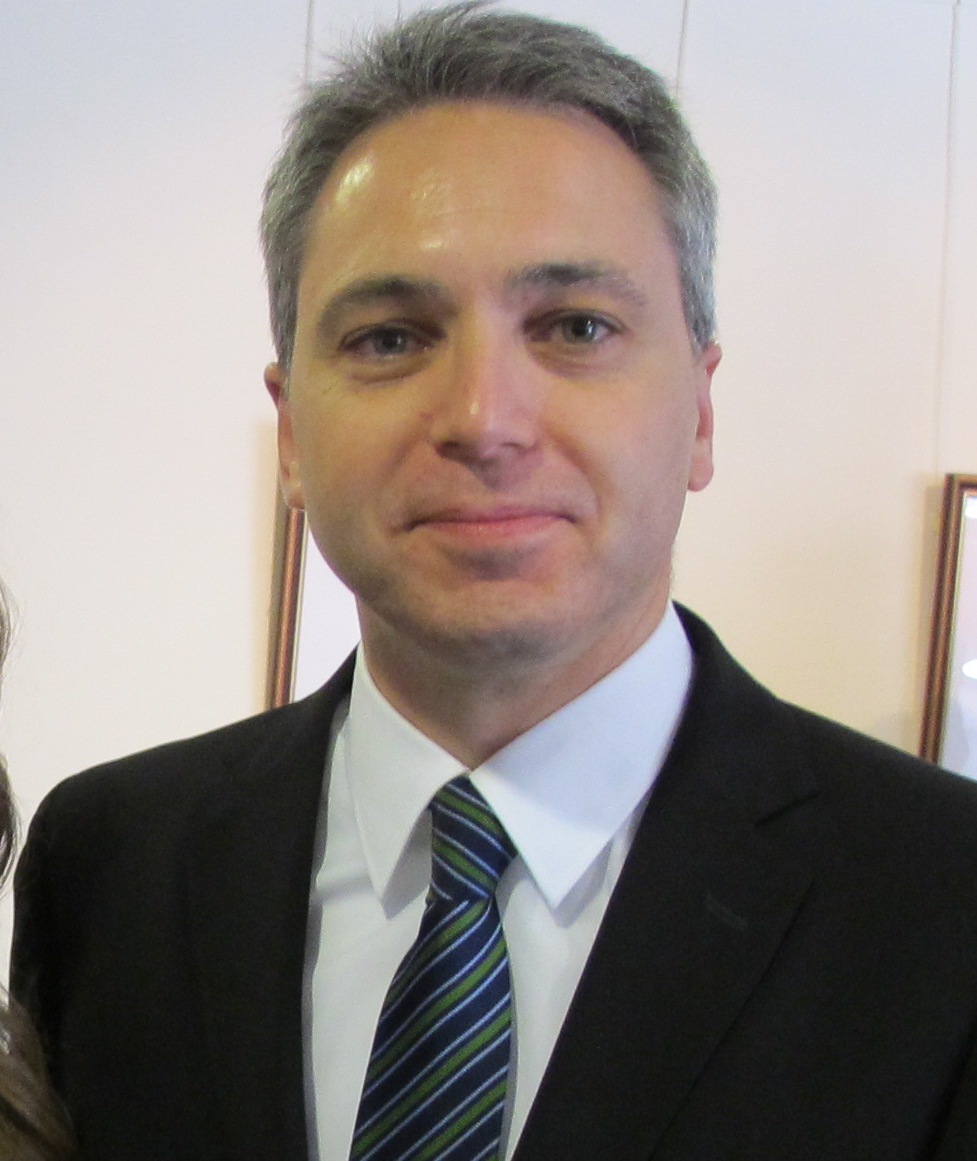
Vicente Vallés, presentador d' Antena 3 Noticias des de 2011.

- Edició: Carlos Ara i José Luis Maqueda.
- Presentadors: Luis Fraga i Sandra Golpe.

Noticias de las tres: 15:00-16:00
- Direcció: Vicente Vallés.
- Edició: Óscar Vázquez, Ángeles Mirón i Miryam Romero.
- Presentadors: Vicente Vallés i Mónica Carrillo.

Noticias de las nueve: 21:00-21:40
- Direcció: Alejandro Dueñas.
- Edició: Miguel Sayagués.
- Presentador: Matías Prats.

Noticias fin de semana: 15:00-16:00/21:00-22:00
- Direcció: Álvaro Zancajo.
- Edició: Javier Gallego.
- Presentadora: Lourdes Maldonado.

El 5 de setembre de 2011, Vicente Vallés comença a presentar i dirigir la primera edició de l'informatiu en substitució de Roberto Arce.
A més de la incorporació de Vicente Vallés, aquest mateix dia, els informatius estrenen millores infogràfiques. Ara és el blanc el color dominant en la pantalla i en diversos grafismes, encara que el taronja i el negre no perden protagonisme.
Destaquen en aquesta temporada les entrevista realitzades, tant en plató com via connexió en directe, a experts i personatges d'interès informatiu amb la finalitat de donar un punt de vista més concret sobre la notícia en qüestió.
Referent a les Eleccions generals de 2011, Antena 3 Notícies, va realitzar el 20 de novembre de 2011 un gran desplegament informatiu basat en avanços informatius, presentats per Lourdes Maldonado, al llarg de tot el dia juntament amb un especial informatiu presentat per Matías Prats i Lourdes Maldonado, amb connexions en directe amb els punts d'interès i totes les dades i entrevistes tant en plató com via directe.
El seguiment d'audiència va ser excel·lent, es va convertir en l'oferta privada líder amb una mitjana superior al 13% de quota de pantalla, situant-se per sobre del 6,4% de l'oferta de Telecinco. A més es va quedar molt prop dels especials de TVE.
Aquests són les dades obtingudes el 20 de novembre, fent referència al fet que els informatius d'aquest diumenge van ser l'oferta privada més seguida (15,5% de quota de pantalla enfront del 9% de Telecinco).
- Noticias 1 fin de semana (15:00-16:00): 2.179.000 (15,5%)
- Elecciones generales (20:00-23:00): 2.198.000 (10,4%)
- Noticias Avance: Elecciones generales 2011 (durant la publicitat): 3.278.000 (14,5%)
- Elecciones generales. El análisis: 987.000 (14,1%)

En estiu de 2012, en juliol, Vicente Vallés i Mónica Carrillo, es fan càrrec durant quinze dies cadascun de Notícies 1. Els últims quinze dies d'agost, presenta Sandra Golpe, que ho compagina amb les notícies del cap de setmana durant tot el mes d'agost substituint a Lourdes Maldonado que està en juliol.
Matías Prats condueix Notícies 2 en juliol i en agost Mónica Carrillo.
Les Notícies del matí són presentades per María José Sáez, durant tot l'estiu acompanyada de Luis Fraga en juliol i Ángel Carreira a l'agost.

### Setembre de 2012 a Setembre de 2014
En l'informatiu matinal, són responsables enfront de cambra: Esther Vaquero i María José Sáez. Al migdia, Vicente Vallés presenta al costat de Lourdes Maldonado. En la nit tornen a coincidir Mónica Carrillo i Matías Prats i finalment en els caps de setmana, Álvaro Zancajo i Sandra Golpe.
S'inclou una millora de la seva infografia en els titulars, i un canvi lleu en la sintonia, amb tons molt més marcats.
Presentadors
Noticias de la mañana: 6:15-8:55
- Direcció: Carlos Ara.
- Edició: José Luis Maqueda.
- Presentadora: Esther Vaquero i María José Sáez.

Noticias de las tres: 15:00-16:00
- Direcció: Vicente Vallés.
- Edició: Óscar Vázquez, Ángeles Mirón i Myriam Romero.
- Presentadors: Vicente Vallés i Lourdes Maldonado.

Noticias de las nueve: 21:00-22:00
- Direcció: Alejandro Dueñas.
- Edició: Miguel Sayagués.
- Presentadors: Matías Prats i Mónica Carrillo.

Noticias fin de semana: 15:00-16:00/21:00-22:00
- Direcció: Álvaro Zancajo.
- Edició: Javier Gallego i Luis Fraga.
- Presentadors: Álvaro Zancajo i Sandra Golpe.

### Setembre de 2014 a Juliol de 2016
La directora general d'informatius Gloria Lomana anuncia canvis de gràfics, capçalera i sintonia més modernitzada.
Les Notícies del matí segueixen presentades per Esther Vaquero i María José Sáez; en l'informatiu de migdia, Vicente Vallés i Lourdes Maldonado i la novetat està que Matías Prats deixa de presentar l'informatiu nocturn després de 12 anys, i passa a estar presentat per Álvaro Zancajo i Sandra Golpe.
En canvi, Prats abandona per primera vegada les edicions diàries d'informatius, des que va arribar a la cadena i passa a presentar l'informatiu de cap de setmana amb Mónica Carrillo. L'informatiu és dirigit primer per Alejandro Dueñas (de setembre de 2014 a març de 2015) i després per Óscar Vázquez (de març de 2015 a juliol de 2016), què ja va dirigir l'informatiu nocturn des de 2002 a 2009.
Presentadors
Noticias de la mañana: 6:15-8:55
- Direcció: Lorena García Díez (desde 2015).
- Edició: Carlos Ara y José Luis Maqueda.
- Presentadores: María José Sáez, Esther Vaquero i Lorena García Díez.

Noticias de las tres: 15:00-16:00
- Director: Vicente Vallés.
- Editors: Óscar Vázquez (fins març de 2015), Miryam Romero i Ángeles Mirón.
- Presentadors: Vicente Vallés i Lourdes Maldonado.

Noticias de las nueve: 21:00-21:40
- Director: Álvaro Zancajo.
- Edició: Álvaro del Corral.
- Presentadors: Álvaro Zancajo i Sandra Golpe.

Noticias fin de semana: 15:00-16:00/21:00-22:00
- Direcció: Alejandro Dueñas (setembre de 2014-març de 2015), Óscar Vázquez (març de 2015 a juliol de 2016) i Miguel Sayagués.
- Edició: Daniel Prats y Joaquín Domínguez.
- Presentadors: Matías Prats i Mónica Carrillo.

En desembre es produeixen nous canvis: el dia 23, Ainhoa Arbizu abandona la secció esportiva de Notícies 1 deixant a Manu Sánchez a càrrec de les dues edicions principals d'esports i també Esther Vaquero passa a ser presentadora substituta de Mirall Públic de manera que durant els descansos de la seva companya María José Sáez, l'informatiu va estar presentat per Ángel Carreira en nadal i per Lydia Balenciaga en juliol.

### Juliol de 2016 a juliol de 2017
S'inicia amb l'abandó de Gloria Lomana com a directora d'informatius, el 8 de juliol de 2016, després de 13 anys i amb el nomenament de Santiago González com a substitut. González es converteix en el sisè director d'informatius de la història de la cadena.
En juliol de 2016 s'anuncia que Álvaro Zancajo havia estat rellevat del seu lloc de director i presentador de "Las Noticias de las nueve". Finalment el dia 20, Álvaro Zancajo presenta el seu últim informatiu.
La seva absència és coberta per Mónica Carrillo, el 21, 22 i 25 de juliol i finalment des del 22 d'agost al 9 de setembre i per Lourdes Maldonado, del 26 de juliol al 19 d'agost, que també es fa càrrec de Notícies 1 des del 25 de juliol al 19 d'agost amb Ángel Carreira i des del 22 d'agost al 9 de setembre en solitari.
En setembre es dona a conèixer el pas de Vicente Vallés a l'informatiu estel·lar el qual presentarà i dirigirà en solitari. Sandra Golpe passa a l'edició del migdia al costat de la fins ara corresponsal parlamentària d'Antena 3, María Rey que torna als platons després de 20 anys en aquesta funció.
Matías Prats i Mónica Carrillo es mantenen en el cap de setmana.
Per a reforçar la informació esportiva, la cadena incorpora a la periodista Rocío Martínez, provinent de Real Madrid TV, la qual s'ocuparà de conduir l'edició esportiva del migdia.
En novembre de 2016 es comença a emetre un butlletí informatiu a les 12.00 presentat per María Rey o Sandra Golpe.
Des del 15 de febrer de 2017, s'implementa el duo de presentadors d'esports en l'edició de migdia amb Manu Sánchez i Rocío Martínez.
El 23 de juny de 2017, mor Mariano Sancha, presentador d'esports, què portava any i mig de baixa i qui durant molts mesos havia estat lluitant contra una malaltia.
En juliol de 2017, arriben dues notícies què marcaran la següent temporada d'informatius: d'una banda Lourdes Maldonado, demana una excedència professional amb Atresmedia, a causa del seu fitxatge per Telemadrid per a presentar i dirigir l'informatiu del migdia i marxa dels informatius nacionals, on portava gairebé 14 anys, deixant d'aquesta manera el seu càrrec com cap d'àrea de societat i cultura, quina havia ocupat durant els últims 10 mesos.
Finalment María Rey, abandona la presentació i direcció de Notícies 1, a la fi de juliol, per decisió de la direcció d'informatius, però això no significa la marxa de Rey del grup, ja quin el seu futur professional seguirà lligat a Atresmedia.

### Setembre de 2017 a juliol de 2018
A partir del 4 de setembre de 2017 s'inicia una nova temporada en la qual es produeixen els següents canvis: Esther Vaquero s'incorpora a l'edició de les nou amb Vicente Vallés, després de cinc anys a Las noticias de la mañana.
Angie Rigueiro substitueix Esther Vaquero a Las noticias de la mañana i presenta l'informatiu al costat de María José Sáez. A més, Irenka Zufiría és la nova presentadora dels esports del matí, (encara que la seva estrena va ser el 3 de juliol de 2017).
Per la seva part Javier Alba, presentador d'esports, abandona la presentació, però segueix en la redacció d'esports.
En març de 2018, María Rey abandona després de 25 anys la cadena per a emprendre una "nova etapa" fora del grup Atresmedia.
El 6 de juliol de 2018 arrenca una reforma del plató d'informatius

### Setembre de 2018 fins al present
En setembre, el títol genèric torna a ser Antena 3 Noticias, i els colors passen a ser blau, groc i blanc. El logo passa a ser blau. També s'estrena un nou plató amb 40 m² de pantalla, incloent realitat augmentada. La mosca està situada en l'esquerra de la pantalla, i la genèrica de la cadena desapareix durant les notícies (els identificatius de subtitulat continuen apareixent en la dreta). En els esports la mosca és verda, amb la inscripció Deportes i en Tu Tiempo i El Tiempo, la mosca és celeste.
En octubre de 2018, Lorena García Díez s'acull a una baixa per maternitat.
En gener de 2019, Las noticias de la mañana augmenta el seu horari fins a les 8.55, i l'informatiu matinal passa a ser de 6.15 a 8.55.

## Equip

### Noticias de la Mañana
- Noticias: Angie Rigueiro, María José Sáez i Lorena García-Díez
- Deportes: Irenka Zufiria
- El Tiempo: Mercedes Martín
- Suplències: Marina Monzón, Alba Dueñas i César Gonzalo

### Noticias 1
- Noticias: Sandra Golpe
- Deportes: Manu Sánchez i Rocío Martínez
- Tu Tiempo: Roberto Brasero
- Suplències: María José Sáez, Javier Gallego, Mercedes Martín i César Gonzalo

### Noticias 2
- Noticias: Vicente Vallés i Esther Vaquero
- Deportes: Manu Sánchez
- El Tiempo: Roberto Brasero
- Suplències: Mónica Carrillo, Rocío Martínez i Mercedes Martín

### Noticias Fin de Semana
- Noticias: Matías Prats i Mónica Carrillo
- Deportes 1: Matías Prats i Óscar Castellanos
- Deportes 2: Óscar Castellanos
- El Tiempo: Himar González
- Suplències: Javier Alba, César Gonzalo i Mercedes Martín

## Llista de presentadors
- Ainhoa Arbizu – (2010-2014) 
  - Deportes
- Álvaro Zancajo – (2012-2016)
- Ángel Carreira – (2011-2012; 2016-present) 
  - Actualment com a redactor i suplent
- Angie Rigueiro — (2016-present)
- Ángeles Mirón – (2002-2004)
- Blanca Basiano – (2011) 
  - Actualment en la delegació de Catalunya
- Carlos García Hirschfeld – (1995-1997)
- César Gonzalo – (2008-present) 
  - El Tiempo
- Esther Vaquero – (2012-present)
- Ernesto Sáenz de Buruaga – (1998-2002)
- Esmeralda Velasco – (1990-1991)
- Federico Jiménez Losantos – (1990-1991)
- Fernando González Urbaneja – (1991-1992)
- Fernando Ónega – (1997-1999)
- Himar González – (2011-present) 
  - El Tiempo
- Isabel Jiménez – (2008-2011)
- Irenka Zufiria – (2017-present)
- J.J. Santos – (2002-2006) 
  - Director i presentador d'esports
- Javier Alba – (2002-2017) 
  - Deportes
  - Redactor i presentador esportiu substitut - (2017-present)
- Javier Ares – (1989-1999) 
  - Director d'esports
- Joan Escoda – (2005-2009) 
  - El Tiempo
- Jordi Cruz i Serra – (1990-2002) 
  - El Tiempo
- José Antonio Gavira – (1993-1995)
- José Antonio Luque – (2000-2010) 
  - Presentador d'esports - (2000-2010)
  - Director d'esports - (2006-2010)
- José María Carrascal – (1992-1998)
- Lola Hernández – (1998-2008) 
  - Deportes
- Lorena García Díez – (2015-present)
- Lourdes Maldonado – (2003-2016)
- Luis Fraga – (2004-2012)
- Luis Herrero – (1990-1992)
- Lydia Balenciaga – (2004-2007)
- Manu Carreño – (2002-2003) 
  - Deportes
- Manu Sánchez – (1989-present) 
  - Deportes
- Manuel Campo Vidal – (1992-1993)
- María José Sáez – (2012-present)
- María Rey – (1993-1996; 2016-2017)
- Mariano Sancha – (1998-2015)
- Marta Robles – (1996-1997)
- Matías Prats Luque – (1998-present)
- Mercedes Martín – (2015-present) 
  - El Tiempo
- Minerva Piquero – (1990-2004) 
  - El Tiempo
- Miryam Romero – (1990-1992; 1998-1999)
- Miriam Sánchez – (2005-2006)
- Mónica Carrillo – (2006-present)
- Mónica Martínez – (2009-2010) 
  - Deportes
- Montserrat Domínguez – (2004-2006)
- Nacho Aranda – (1989-1999) 
  - Director i presentador d'esports
- Olga Viza – (1992-2003)
- Óscar Castellanos – (2001-present) 
  - Deportes
- Pedro Piqueras – (1993-1996; 1998-2001)
- Pilar Galán – (2006-2010)
  - Deportes
(2009-2010)
- Ramón Pradera – (2005-2010)
- Raúl Meda – (1997-present) 
  - Redactor i presentador esportiu substitut
- Roberto Arce – (1989-2011)
- Roberto Brasero – (2005-present) 
  - El Tiempo
- Rocío Martínez – (2016-present) 
  - Deportes
- Rosa María Mateo – (1993-1997; 1998-2003)
- Sandra Golpe – (2008-present)
- Soledad Arroyo – (2002-2005) 
  - Actualment com a redactora
- Susanna Griso – (1998-2006) 
  - Actualment a Espejo público 
(2006-present)
- Vicente Vallés – (2011-present)
- Gema Chiverto – (2014)
  - El Tiempo
- Gloria Lomana – (2006-2007)

## Corresponsals
- Corts Generals
  - María Rey (1996 a 2016)
  - Jon Ariztimuño (2016)
  - Carina Verdú (2016)
  - Ainara Guezuraga (2016 a ¿?)
- Presidència i Consell de Ministres
  - Carina Verdú (2016 a ¿?)
- Casa Reial i Política Exterior
  - Eloísa De Dios (2013 a 2014)
  - Marina Monzón (2014 a 2017)[18]
  - María Rey (2017 a 2018)[18]
- Berlín
  - Paola Álvarez (2014 a ¿?)
- Brussel·les
  - Romano Ferrari (1990 a 2000)
  - Mónica Prado (2001 a 2009)
  - Guillermo Pascual (2009 a ¿?)
- Europa Oriental i Balcans
  - Leticia Álvarez (2013 a ¿?)
- Orient Mitjà
  - Henrique Cymerman (1992 a 2014)
  - Pilar Cebrián (2014 a ¿?)
- Ciutat de Mèxic
  - Virginia Casado (2013 a 2014)
- Nova York
  - Francisco Medina (1999 a 2000)
  - Ricardo Ortega Fernández (2000 a 2003)
  - José Ángel Abad (2004 a ¿?)
- París
  - Carmela Ríos (1994 a 2000)
  - Carmen Vergara (2000 a 2004)
  - Álvaro del Río (2014 a ¿?)
- Pequín
  - Virginia Casado (2008 a 2013)
  - Sara Romero (2013 a 2018)
  - Inma Escribano (2018 a ¿?)
- Rabat
  - Elena González (2011 a ¿?)
- Londres
  - Jesús Martín Tapias (1996 a 1999)
  - José Ángel Abad (1999 a 2003)
  - Juan Carlos Vélez (2013 a 2018)
  - Eva Millán (2018 a ¿?)
- Roma
  - Antonio Pelayo (1990 a ¿?)
- Washington
  - Vanessa Jaklitsch (2015 a ¿?)
- Caracas
  - Amanda Sánchez (2016 a ¿?)

## Directors generals
- Jorge del Corral (5 d'octubre de 1989-24 de juliol de 1996)
- José Oneto (24 de juliol de 1996-4 de maig de 1998)
- Ernesto Sáenz de Buruaga (5 de maig de 1998-30 d'abril de 2002)
- Javier Algarra (1 de maig de 2002-8 de juliol de 2003)
- Gloria Lomana (8 de juliol de 2003-8 de juliol de 2016)
- Santiago González (8 de juliol de 2016-present)

## Premis i nominacions

### Antena de Oro
| Any  | Categoria               | Persona                  |
| ---- | ----------------------- | ------------------------ |
| 1990 | Televisió               | Luis Herrero             |
| 1999 | Millor Informatiu Diari | Millor Informatiu Diari  |
| 2003 | Extraordinària          | Ernesto Sáenz de Buruaga |
| 2010 | Televisió               | Lourdes Maldonado        |
| 2017 | Televisió               | Mónica Carrillo          |

### Antena de Plata
| Any  | Categoria | Persona      |
| ---- | --------- | ------------ |
| 2011 | Televisió | Sandra Golpe |

### Premis Iris
| Any  | Categoria                                    | Persona                    | Resultat   |
| ---- | -------------------------------------------- | -------------------------- | ---------- |
| 1999 | Millor comunicador de programes informatius  | Matías Prats               | Guanyador  |
| 2001 | Millor comunicador de programes informatius  | Matías Prats               | Guanyador  |
| 2002 | Millor comunicadora de programes informatius | Olga Viza                  | Guanyadora |
| 2002 | Millor comunicador de programes informatius  | Matías Prats               | Nominat    |
| 2003 | Millor comunicador de programes informatius  | Matías Prats               | Nominat    |
| 2004 | Millor comunicador de programes informatius  | Matías Prats               | Guanyador  |
| 2005 | Millor comunicador de programes informatius  | Matías Prats               | Guanyador  |
| 2006 | Millor comunicador de programes informatius  | Matías Prats               | Guanyador  |
| 2007 | Millor comunicador de programes informatius  | Matías Prats               | Guanyador  |
| 2008 | Millor comunicador de programes informatius  | Matías Prats               | Nominat    |
| 2009 | Millor comunicador de programes informatius  | Matías Prats               | Guanyador  |
| 2011 | Millor programa informatiu                   | Millor programa informatiu | Nominat    |
| 2011 | Millor presentadora de programes informatius | Lourdes Maldonado          | Nominada   |
| 2012 | Millor programa informatiu                   | Millor programa informatiu | Nominat    |
| 2012 | Millor presentador de programes informatius  | Matías Prats               | Nominat    |
| 2013 | Millor presentador de programes informatius  | Matías Prats               | Guanyador  |
| 2014 | Millor programa informatiu                   | Millor programa informatiu | Nominat    |
| 2014 | Millor presentador de programes informatius  | Matías Prats               | Guanyador  |
| 2014 | Millor presentador de programes informatius  | Vicente Vallés             | Nominat    |
| 2015 | Millor programa informatiu                   | Millor programa informatiu | Nominat    |
| 2017 | Millor programa informatiu                   | Millor programa informatiu | Nominat    |
| 2017 | Millor presentador de programes informatius  | Matías Prats               | Guanyador  |
| 2018 | Millor programa informatiu                   | Millor programa informatiu | Guanyador  |
| 2018 | Millor presentador de programes informatius  | Vicente Vallés             | Guanyador  |
| 2018 | Millor presentadora de programes informatius | Sandra Golpe               | Nominada   |

### TP d'Or
| Any  | Categoria                         | Persona                 | Resultat  |
| ---- | --------------------------------- | ----------------------- | --------- |
| 1993 | Millor presentadora               | Olga Viza               | Nominada  |
| 1995 | Millor presentadora               | Olga Viza               | Nominada  |
| 1995 | Millor informatiu diari           | Millor informatiu diari | Nominat   |
| 2000 | Millor informatiu diari           | Millor informatiu diari | Nominat   |
| 2001 | Millor informatiu diari           | Millor informatiu diari | Guanyador |
| 2002 | Millor informatiu diari           | Millor informatiu diari | Nominat   |
| 2003 | Millor presentador d'informatius  | Matías Prats            | Guanyador |
| 2003 | Millor presentadora d'informatius | Susanna Griso           | Nominada  |
| 2003 | Millor informatiu diari           | Millor informatiu diari | Nominat   |
| 2004 | Millor informatiu diari           | Millor informatiu diari | Guanyador |
| 2004 | Millor presentador d'informatius  | Matías Prats            | Guanyador |
| 2005 | Millor informatiu diari           | Millor informatiu diari | Guanyador |
| 2005 | Millor presentador d'informatius  | Matías Prats            | Guanyador |
| 2006 | Millor informatiu diari           | Millor informatiu diari | Guanyador |
| 2006 | Millor presentador d'informatius  | Matías Prats            | Guanyador |
| 2007 | Millor informatiu diari           | Millor informatiu diari | Guanyador |
| 2007 | Millor presentador d'informatius  | Matías Prats            | Guanyador |
| 2008 | Millor informatiu diari           | Millor informatiu diari | Guanyador |
| 2008 | Millor presentador d'informatius  | Matías Prats            | Guanyador |
| 2008 | Millor presentadora d'informatius | Lourdes Maldonado       | Nominada  |
| 2009 | Millor informatiu diari           | Millor informatiu diari | Guanyador |
| 2009 | Millor presentador d'informatius  | Matías Prats            | Guanyador |
| 2010 | Millor informatiu diari           | Millor informatiu diari | Guanyador |
| 2010 | Millor presentador d'informatius  | Matías Prats            | Guanyador |

### Premis Ondas
- Vicente Vallés (2016)